# Storie della TV
Storie della TV è un programma televisivo italiano di genere documentario, in onda da febbraio 2020 su Rai Storia. La trasmissione racconta la storia della televisione italiana, tramite filmati d'epoca (tratti dalle Teche Rai) o interviste a personaggi che sono stati protagonisti del piccolo schermo, con la consulenza di Aldo Grasso.
La serie è coordinata, dalla prima alla sesta edizione, da Alessandro Chiappetta e Enrico Salvatori e il produttore esecutivo è Alessandra Conforti. Attualmente, il coordinamento editoriale è affidato a Fabrizio Marini ed Enrico Salvatori e la produzione a Emanuela Capo.

## Il programma
Il programma racconta la storia della televisione italiana, per tematiche o biografie di personaggi del piccolo schermo, tramite materiali di repertorio tratti dalla Rai, ma anche fotografie, articoli, interviste a testimoni legati al tema o al personaggio al centro della puntata, ognuna delle quali è introdotta e commentata da Aldo Grasso. 
Ogni puntata della prima edizione era anticipata da un annuncio di una delle storiche annunciatrici Rai, nelle serie successive la pre-sigla varia da puntata a puntata.
Il programma inizia martedì 25 febbraio 2020 e termina il 31 marzo per poi essere rinnovato per un secondo ciclo, sempre di martedì (24 novembre 2020 - 5 gennaio 2021) e per un terzo, in onda il venerdì sera, dal 2 aprile al 7 maggio 2021.
Le puntate del quarta e quinta stagione, collocate al mercoledì sera, sono state trasmesse rispettivamente dal 1º dicembre 2021 al 5 gennaio 2022 e dal 23 marzo al 27 aprile 2022, mentre le puntate della sesta edizione, a partire dal 18 ottobre fino al 22 novembre 2022, sono andate in onda il martedì.
La settima stagione, trasmessa dal 23 giugno 2023, vede il programma collocato al venerdì, come anche l'ottava edizione, in onda dal 1 dicembre 2023. La sesta puntata dell'ottava edizione, invece, è in onda in onda il 1 gennaio 2024 alle 22.10.
L'ottava edizione si differenzia dalla precedenti perché le sei puntate sono un racconto a tappe dei primi 5 decenni della Televisione del Servizio Pubblico e delle sue varie vicissitudini, a partire dal 3 gennaio 1954: ogni puntata comincia da un anniversario della TV, e nella sesta puntata torna indietro, alle prime sperimentazioni italiane della Televisione, cominciate nel 1926 per opera dell'ing. Alessandro Banfi. 
La serie è realizzata in occasione dei 70 anni dell'avvio ufficiale della televisione italiana, il 3 gennaio 2024, quando le sei puntate costituiscono il palinsesto del canale Rai Storia.
La nona edizione, iniziata il 20 marzo 2024, si colloca in palinsesto nella serata del mercoledì.

## Edizioni
| Edizione | Rete       | Messa in onda    | Messa in onda    | Puntate |
| Edizione | Rete       | Inizio           | Fine             | Puntate |
| -------- | ---------- | ---------------- | ---------------- | ------- |
| 1a       | Rai Storia | 25 febbraio 2020 | 31 marzo 2020    | 6       |
| 2a       | Rai Storia | 24 novembre 2020 | 5 gennaio 2021   | 6       |
| 3a       | Rai Storia | 2 aprile 2021    | 7 maggio 2021    | 6       |
| 4a       | Rai Storia | 1 dicembre 2021  | 5 gennaio 2022   | 6       |
| 5a       | Rai Storia | 23 marzo 2022    | 27 aprile 2022   | 6       |
| 6a       | Rai Storia | 18 ottobre 2022  | 22 novembre 2022 | 6       |
| 7a       | Rai Storia | 23 giugno 2023   | 28 luglio 2023   | 6       |
| 8a       | Rai Storia | 1 dicembre 2023  | 1 gennaio 2024   | 6       |
| 9a       | Rai Storia | 20 marzo 2024    | 24 aprile 2024   | 6       |

## Puntate

### Edizione 1
| Numero Puntata | Data       | Titolo Puntata                                                                  | autore di puntata     | Personaggi intervenuti                                                                                        |
| -------------- | ---------- | ------------------------------------------------------------------------------- | --------------------- | --- |
| 1°             | 25/02/2020 | Nilla Pizzi e Claudio Villa, Regina e Reuccio a Sanremo                         | Stefano Di Gioacchino | Rosanna Vaudetti, Eddy Anselmi, Renzo Arbore, Pippo Baudo, Ettore Geri, Iva Zanicchi                          |
| 2°             | 03/03/2020 | Enzo Tortora, l'inventore di format                                             | Stefano Di Gioacchino | Mariolina Cannuli, Renzo Arbore, Pippo Baudo, Enza Sampò, Bruno Voglino, Lino Patruno, Peppo Sacchi           |
| 3°             | 10/03/2020 | Vittorio Gassman, il mattatore della TV                                         | Simona Fasulo         | Mariolina Cannuli, Renzo Arbore, Pippo Baudo, Paola Gassman, Giancarlo Scarchilli                             |
| 4°             | 17/03/2020 | Raimondo Vianello - La fantasia al potere                                       | Fabrizio Marini       | Rosanna Vaudetti, Renzo Arbore, Iva Zanicchi, Massimo Giuliani, Vito Molinari, Carla Vistarini, Bruno Voglino |
| 5°             | 24/03/2020 | Mario Soldati, Ugo Zatterin e Virgilio Sabel, i viaggiatori del piccolo schermo | Pierluigi Castellano  | Rosanna Vaudetti, Volfango Soldati, Marco Zatterin, Antonia Berto                                             |
| 6°             | 31/03/2020 | Delia Scala e Stefania Rotolo, primedonne della TV                              | Simona Fasulo         | Mariolina Cannuli, Vito Molinari, Enza Sampò                                                                  |

### Edizione 2
| Numero Puntata | Data       | Titolo Puntata                               | autore di puntata     | Personaggi intervenuti                                              |
| -------------- | ---------- | -------------------------------------------- | --------------------- | ------------------------------------------------------------------- |
| 1°             | 24/11/2020 | Walter Chiari, l'altro italiano              | Simona Fasulo         | Simone Annicchiarico, Valeria Fabrizi, Rita Pavone                  |
| 2°             | 08/12/2020 | Dalle signore della TV alla TV delle ragazze | Chiara Morellato      | Valentina Amurri, Maricla Boggio, Elda Lanza, Marina Tartara        |
| 3°             | 15/12/2020 | Non di solo calcio                           | Fabrizio Marini       | Novella Calligaris, Massimo De Luca, Ferruccio Gard, Bruno Pizzul   |
| 4°             | 22/12/2020 | La cultura nel piccolo schermo               | Stefano Di Gioacchino | Corrado Augias, Edoardo Camurri, Angelo Guglielmi, Renzo Rossellini |
| 5°             | 29/12/2020 | Parodie: dal Quartetto al Trio               | Chiara Morellato      | Valeria Fabrizi, Carlo Savona, Tullio Solenghi                      |
| 6°             | 05/01/2021 | La TV dei ragazzi                            | Stefano Di Gioacchino | Marco Danè, Bianca Pitzorno, Guido Tortorella                       |

### Edizione 3
| Numero Puntata | Data       | Titolo Puntata                                                | autore di puntata     | Personaggi intervenuti |
| -------------- | ---------- | ------------------------------------------------------------- | --------------------- | --- |
| 1°             | 02/04/2021 | Gino Bramieri, l'arte di far ridere                           | Roberto Fagiolo       | Gianfranco Jannuzzo, Vito Molinari, Maurizio Porro, Gustavo Verde                                                                                  |
| 2°             | 09/04/2021 | Il sabato del varietà                                         | Stefano Di Gioacchino | Gaetano Castelli, Rosario Fiorello, Vito Molinari, Maurizio Porro, Gustavo Verde, Bruno Voglino                                                    |
| 3°             | 16/04/2021 | Il racconto della notizia, Andrea Barbato e Giuseppe Marrazzo | Fabrizio Marini       | Manuela Cadringher, Fernando Cancedda, Piero Marrazzo, Ivana Monti, Enrico Perreca, Claudio Speranza                                               |
| 4°             | 23/04/2021 | Ave Ninchi, la signora del sorriso                            | Simona Fasulo         | Sabrina Censky, Bruno Gambarotta, Arianna Ninchi, Marina Ninchi, Giuseppe Pambieri, Enrico Papa, Tullio Solenghi, Enrico Vanzina, Giuliano Zannier |
| 5°             | 30/04/2021 | La TV di Biagio Agnes                                         | Stefano Di Gioacchino | Simona Agnes, Renzo Arbore, Piero Badaloni, Angelo Guglielmi, Gianni Letta, Francesco Pinto, Mara Venier, Bruno Vespa, Bruno Voglino               |
| 6°             | 07/05/2021 | La TV di Ettore Bernabei                                      | Roberto Fagiolo       | Renzo Arbore, Matilde Bernabei, Giuseppe De Rita, Giorgio Dell'Arti, Fabiano Fabiani, Bruno Vespa                                                  |

### Edizione 4
| Numero Puntata | Data       | Titolo Puntata                                 | autore di puntata | Personaggi intervenuti |
| -------------- | ---------- | ---------------------------------------------- | ----------------- | --- |
| 1°             | 01/12/2021 | C'era una volta il giallo in TV                | Roberto Fagiolo   | Carlo Degli Esposti, Maurizio De Giovanni, Mita Medici, Luigi Perelli, Sergio Silva, Luca Zingaretti                                              |
| 2°             | 08/12/2021 | Raffaella Carrà, regina della Televisione      | Simona Fasulo     | Barbara Boncompagni, Concettina lo Iacono, Giancarlo Magalli, Stefano Rianda, Caterina Rita, Luca Sabatelli, Francesco Vezzoli                    |
| 3°             | 15/12/2021 | Gigi Proietti, TV amore mio                    | Tiziana Torti     | Nancy Brilli, Antonio Calenda, Annabella Cerliani, Carlotta Proietti, Massimo Wertmüller                                                          |
| 4°             | 22/12/2021 | Oltre Confine - Le voci dei corrispondenti RAI | Fabrizio Marini   | Giovanna Botteri, Piergiorgio Branzi, Antonio Di Bella, Jas Gawronski, Raffaello Orlando, Roberto Paternostro, Sandra Paternostro, Marco Varvello |
| 5°             | 29/12/2021 | Domenica è sempre domenica                     | Roberto Fagiolo   | Renzo Arbore, Pippo Baudo, Fabio Fazio, Stefano Jurgens, Fabrizio Maffei                                                                          |
| 6°             | 05/01/2022 | Franca Valeri, un sorriso d'intesa             | Simona Fasulo     | Stefania Bonfadelli, Luciana Littizzetto, Patrizia Zappa Mulas, Pino Strabioli, Milena Vukotic                                                    |

### Edizione 5
| Numero Puntata | Data       | Titolo Puntata                                                 | autore di puntata | Personaggi intervenuti |
| -------------- | ---------- | -------------------------------------------------------------- | ----------------- | --- |
| 1°             | 23/03/2022 | Un due tre...Tognazzi!                                         | Simona Fasulo     | Pupi Avati, Nicola Fano, Vito Molinari, Mario Sesti, Donata Tarabusi, Gianmarco Tognazzi, Maria Sole Tognazzi                                                         |
| 2°             | 30/03/2022 | Buonasera, signorine, buonasera                                | Chiara Morellato  | Mariolina Cannuli, Maria Giovanna Elmi, Peppi Franzelin, Emanuela Folliero, Vito Molinari, Maria Teresa Ruta, Rosanna Vaudetti, Nicoletta Orsomando (intervista 2013) |
| 3°             | 06/04/2022 | Paolo Villaggio, il piacere dell'iperbole                      | Fabrizio Marini   | Renzo Arbore, Claudio Giunta, Vito Molinari, Bruno Voglino, Elisabetta Villaggio                                                                                      |
| 4°             | 13/04/2022 | L'ora del quiz, da Lascia o raddoppia ad Avanti un altro!      | Roberto Fagiolo   | Nicolò Bongiorno, Carlo Conti, Ludovico Peregrini, Ugo Porcelli, Giuliana Longari                                                                                     |
| 5°             | 20/04/2022 | Alberto Lupo e Giorgio Albertazzi, due divi per lo sceneggiato | Ilaria Dassi      | Laura Efrikian, Valeria Fabrizi, Massimo Ghini, Giuliana Lojodice |
| 6°             | 27/04/2022 | Lello Bersani e Carlo Mazzarella, il racconto dello spettacolo | Mario Sagna       | Alberto Barbera, Steve Della Casa, Teresa Marchesi, Vincenzo Mollica                                                                                                  |

### Edizione 6
| Numero Puntata | Data       | Titolo Puntata                             | autore di puntata                                       | Personaggi intervenuti |
| -------------- | ---------- | ------------------------------------------ | ------------------------------------------------------- | --- |
| 1°             | 18/10/2022 | 90º minuto – l’ora (e 1/2) del calcio      | Roberto Fagiolo                                         | Nila D'Alessio, Ferruccio Gard, Fabrizio Maffei, Giovanna Simeaner, Donatella Scarnati, Gianni Vasino, Enrico Vanzina, Dino Zoff                                         |
| 2°             | 25/10/2022 | Giordani-Ravel, attenti a quei due!        | Mario Sagna                                             | Piero Badaloni, Carlotta Cerofolini, Furio Colombo, Paola De Benedetti, Fabiano Fabiani, Silvia Giordani, Francesco Saverio Giordani, Silvia Samaritani, Caterina Stagno |
| 3°             | 01/11/2022 | Antonello Falqui Re(gista) del sabato sera | Chiara Morellato ed Enrico Salvatori                    | Gaetano Castelli, Luca Falqui, Duccio Forzano, Loretta Goggi, Enzo Lavagnini, Caterina Nobiloni Laloni, Rita Pavone, Vittorio Pochesci                                   |
| 4°             | 08/11/2022 | Catherine Spaak e le altre                 | Ilaria Dassi                                            | Paolo Menghini, Minnie Minoprio, Gloria Paul, Agnès Spaak, Bruno Voglino                                                                                                 |
| 5°             | 15/11/2022 | Alighiero Noschese, la voce degli altri    | Caterina Intelisano                                     | Mariolina Cannuli, Loretta Goggi, Vito Molinari, Ida Montanari, Caterina Nobiloni Laloni                                                                                 |
| 6°             | 22/11/2022 | Sanremo, Italia                            | Fabrizio Marini, con la collaborazione di Ario Giorgino | Amadeus, Gino Castaldo, Claudio Cecchetto, Serena Facci, Mario Maffucci, Paolo Soddu                                                                                     |

### Edizione 7
| Numero Puntata | Data      | Titolo Puntata                                 | Autore                                                     | Personaggi intervenuti                                                                                    |
| -------------- | --------- | ---------------------------------------------- | ---------------------------------------------------------- | --- |
| 1°             | 23/6/2023 | Lelio Luttazzi, il tasto giusto                | Mario Sagna                                                | Rosario Fiorello, Donatella Luttazzi, Rossana Luttazzi, Daniele Mancini, Sandra Milo, Emanuele Salce      |
| 2°             | 30/6/2023 | Monica Vitti e Gina Lollobrigida, dive diverse | Ilaria Dassi                                               | Patrizia Carrano, Vito Molinari, Maurizio Porro, Blas Roca-Rey, Tullio Solenghi                           |
| 3°             | 7/7/2023  | Ugo Gregoretti e Nanni Loy, sguardi e specchi  | Caterina Intelisano                                        | Fausta Capece Minutolo, Patrizia Carrano, Bruno Gambarotta, Lucio Gregoretti, Pierfrancesco Poggi         |
| 4°             | 14/7/2023 | Enzo Trapani, rivoluzione nel varietà          | Roberto Fagiolo, con la collaborazione di Chiara Morellato | Bruno Gambarotta, Franco Oppini, Tullio Solenghi, Carlo Verdone, Carla Vistarini                          |
| 5°             | 21/7/2023 | Fabrizio Frizzi, il conduttore gentile         | Roberto Fagiolo, con la collaborazione di Ario Giorgino    | Debora Caprioglio, Milly Carlucci, Carlo Conti, Marco Danè, Michele Guardì                                |
| 6°             | 28/7/2023 | Telecronisti, le voci nazionali                | Fabrizio Marini                                            | Massimo De Luca, Massimo Martellini, Simonetta Martellini, Pierluigi Pardo, Bruno Pizzul, Alberto Rimedio |

### Edizione 8
| Puntata | Messa in onda | Titolo                  | Autore              | Personaggi intervenuti |
| ------- | ------------- | ----------------------- | ------------------- | --- |
| 1       | 1/12/2023     | Il decollo (1954-1963)  | Ilaria Dassi        | Vito Molinari, Fabiano Fabiani, Gabriella Farinon, Giuseppe Antonelli, Nicolò Bongiorno, Bruno Vespa, Renzo Arbore               |
| 2       | 8/12/2023     | Il successo (1964-1973) | Caterina Intelisano | Bruno Gambarotta, Vito Molinari, Valeria Fabrizi, Fabiano Fabiani, Paola Pitagora, Peppo Sacchi, Paolo Mieli, Giuseppe Antonelli |
| 3       | 15/12/2023    | La riforma (1974-1983)  | Chiara Morellato    | Carlo Verdone, Loretta Goggi, Fabiana Udenio, Bruno Voglino, Renzo Arbore, Caterina Rita, Simona Ventura, Giuseppe Antonelli     |
| 4       | 22/12/2023    | Il mercato (1984-1993)  | Chiara Morellato    | Renzo Arbore, Bruno Voglino, Sergio Silva, Piero Badaloni, Valentina Amurri                                                      |
| 5       | 29/12/2023    | Videocrazia (1994-2004) | Ario Giorgino       | Valentina Amurri, Bruno Voglino, Lino Banfi, Bruno Vespa, Rosario Fiorello, Simona Ventura                                       |
| 6       | 1/1/2024      | La partenza (1926-1954) | Fabrizio Marini     | Enrico Menduni, Romana De Angelis Bertolotti, Alessandro Banfi, Vito Molinari                                                    |

### Edizione 9
| Puntata | Messa in onda | Titolo                                 | Autore                | Personaggi intervenuti |
| ------- | ------------- | -------------------------------------- | --------------------- | --- |
| 1       | 20/3/2024     | Domenico Modugno A braccia aperte      | Caterina Intelisano   | Alessandra Cacialli, Gigliola Cinquetti, Don Backy, Tuccio Musumeci, Liana Orfei                                                             |
| 2       | 27/3/2024     | Franco e Ciccio Ridere per ridere      | Fabrizio Marini       | Lino Banfi, Massimo Beneato, Barbara Boncompagni, Marco Giusti, Giampiero Ingrassia                                                          |
| 3       | 3/4/2024      | Carosello... e poi a letto!            | Ilaria Dassi          | Vanni Codeluppi, Piero Dorfles, Marco Giusti, Enzo Grossi, Vito Molinari, Annamaria Testa, Bruno Voglino                                     |
| 4       | 10/04/2024    | La Rai delle regioni                   | Francesca Scancarello | Maria Bosio, Vito Molinari, Pino Nano, Gaetano Stucchi, Giuseppe Tornatore                                                                   |
| 5       | 17/04/2024    | Garinei e Giovannini padri del varietà | Ario Giorgino         | Rossella Camilli, Gabriella Farinon, Gioia Garinei, Marco Giovannini, Maurizio Micheli, Vito Molinari, Graziella Polesinanti, Maurizio Porro |
| 6       | 24/04/2024    | Radio e tv destini incrociati          | Roberto Fagiolo       | Rosario Fiorello, Andrea Sangiovanni, Ema Stokholma                                                                                          |